# Озеров Федір Петрович
Озеров Федір Петрович (6 лютого 1899, Клишино, Льговський повіт, Курська губернія, Російська імперія — 18 листопада 1971, Москва, СРСР) — радянський воєначальник, генерал-лейтенант (1943).

## Біографія

### Початок кар'єри
Народився у селянській родині у селі Клишино Курської губернії. Із 1918 року служив у Червоній Армії, брав участь у Громадянській війні в Росії та у радянсько-польській війні, командував ротою і батальйоном.
У серпні 1923 року закінчив курси «Постріл», після чого командував ротою Харківської Центральної Військово-політичної школи. Із грудня 1923 по березень 1926 року командував ротою у Ленінградській військово-топографічній школі. У березні 1926 — квітні 1927 року командував ротою 58-го стрілецького полку, у квітні 1927 — жовтні 1928 року очолював батальйон 59-го стрілецького полку 20-ї стрілецької дивізії. У 1929 році закінчив курси при Військово-політичній академії, а в 1932 році закінчив Військову академію імені Фрунзе. У 1932—1936 роках служив у штабі Білоруського військового округу, у 1936—1937 роках навчався в Академії Генерального штабу.

### Друга світова війна
У жовтні 1939 — вересні 1940 року — начальник штабу 2-го стрілецького корпусу, учасник радянської окупації Латвії. Із вересня 1940 року командував 5-ю стрілецькою дивізією 11-ї армії, на цій же посаді зустрів початок німецько-радянської війни. Брав участь у боях у Литві.
Із серпня 1941 року — начальник штабу 34-ї армії Північно-Західного фронту. Проте у вересні того ж року за наказом армійського комісара 1-го рангу Мехліса за невдалі бойові дії командувач 34-ї армії генерал-майор Качанов і начальник артилерії армії генерал-майор Гончаров були розстріляні, а начальник штабу армії полковник Озеров знятий з посади і з пониженням призначений командиром 898-го стрілецького полку 245-ї стрілецької дивізії.
У жовтні 1941 — березні 1942 року — командир 245-ї стрілецької дивізії, у березні-травні 1942 року — комендант 90-го укріпленого району. Із 22 травня 1942 по 29 січня 1943 року командував 27-ю армією, брав участь у Дем'янській операції. Навесні 1943 року перебував у групі офіцерів при маршалі Жукові, а у червні 1943 року був генералом для особливих доручень при маршалі Тимошенку. Із 25 червня 1943 по лютий 1944 року — начальник штабу Волховського фронту, учасник битви за Ленінград. У лютому-вересні 1944 року — начальник штабу 18-ї армії, у вересні 1944 — лютому 1945 року — начальник штабу 50-ї армії, із лютого 1945 року командував 50-ю армією. Брав участь у штурмі Кенігсберга.

### Після війни
Із липня 1945 по липень 1946 року очолював штаб Смоленського військового округу. З липня 1946 по січень 1954 року працював у Вищій Військовій академії імені Ворошилова. У січні 1954 року вийшов у запас через хворобу. Помер у Москві.

## Військові звання
- Полковник (1938)
- Генерал-майор (7 жовтня 1941)
- Генерал-лейтенант (25 вересня 1943)

## Нагороди
- Два ордени Леніна (обидва у 1945 році)
- Три ордени Червоного Прапора (1941, 1944, 1949)
- Орден Суворова I (1945) і II (1944) ступенів
- Орден Кутузова I ступеня (1944)
- Орден Богдана Хмельницького I ступеня (1944)
- Медалі